# Гимназия с преподаване на чужди езици „Никола Йонков Вапцаров“
Профилирана езикова гимназия „Никола Йонков Вапцаров“ е гимназия в град Шумен с петгодишен курс на обучение с интензивно изучаване на чужди езици. Носи името на българския поет Никола Вапцаров. Официалният празник на училището е на 7 декември – рожденият ден на големия български поет Никола Вапцаров.
ПЕГ „Никола Й. Вапцаров“ е пряк продължител на традициите на Шуменското класно мъжко училище, Педагогическото мъжко училище, Шуменската държавна мъжка гимназия „Васил Друмев“, Втора политехническа гимназия „Никола Вапцаров“, ЕСПУ и СОУ „Никола Вапцаров“.
Гимназията е част от „Schulen: Partner der Zukunft“. Това е партньорство на около 1600 училища от цял свят с интензивно изучаване на немски език.
Училището е асоциирано към ЮНЕСКО.
Ученици на гимназията са лауреати на редица национални и международни олимпиади. Заемат призови места и на редица общински, областни, национални и международни конкурси.

## История
- Особено събитие в културно-просветния живот на Шумен било издигането на класното училище през 1849 г. Шуменци успяват да привлекат за учители високо образовани, интелигентни хора, готови да жертват всичко за народа си. Такива са Сава Доброплодни, Илия Р. Блъсков, Тодор Икономов, Панайот Волов и др.
- От есента на 1873 г. за директор на Шуменското класно училище е назначен Панайот Волов. Той става любимец не само на учениците си, но и на будната извънучилищна младеж.
- Гордост за училището е дейността на Стоян Заимов, един от апостолите на Априлското въстание, който става директор на Мъжкото училище в Шумен за 3 години. Той привлича в Шумен Димитър и Вела Благоеви.
- Съгласно закона за изменение и допълнение на няколко членове от закона за народното просвещение от 1912 г. Шуменското мъжко педагогическо училище се превръща в Мъжка гимназия. От края на 20-те години гимназията взема за свой патрон Васил Друмев.
- Много са поетите и писателите, преминали през школата на Шуменското мъжко училище и Шуменското педагогическо училище. Стилиян Чилингиров е писател-реалист, който посвещава перото си на шуменската действителност през Националното възраждане и първите десетилетия след Освобождението.
- От учебната 1949 – 1950 г. сградата на мъжката гимназия е от отстъпена на Строителната техническа гимназия и на новооткритата търговско и механоелектротехническа гимназия. Първа мъжка гимназия се преименува във второ единно мъжко училище „В. Друмев“ и се помещава в сградата на сегашната МГ „Л. Димитрова“.
- През 1951 г. училището приема нов патрон – Никола Й. Вапцаров.
- През 1953 г. по покана на ученическия и учителския колектив в града идва Елена Вапцарова. За училището това е празник!
- От 1954 г. училището става второ единно средно смесено училище „Н. Й. Вапцаров“. Започва съвместното обучение на момичета и момчета.
- На 07.12. по традиция се чества рождения ден на патрона.
- Изключително богатата културна извънкласна дейност на училището налага да се помисли сериозно за специална зала. През 1958 г. започва строежа на Актова зала и работилници, като основният камък е положен на 4 декември 1958 г.
- В учебната 1959 – 1960 г. училището се разделя. Средна степен се отделя в новопостроената в съседство сграда под името IV ОУ „Н. Й. Вапцаров“. Оформя се втора политехническа гимназия.
- 1979/1980 учебна година е изключително важна с приема на първите езикови паралелки.
- 1989/1990 140 годишен юбилей. Във връзка с годишнината на училището са проведени тържествен съвет, заря-проверка, концерт в ДКТ „В.Друмев“, издаден е вестник „Вапцаровски антени“ и брошурата „ЕСПУ „Н. Вапцаров“ – училище с богати традиции“.
- Училището е преименувано в СОУ с преподаване на чужди езици „Н. Вапцаров“. В училището идват семейство Уилямс от САЩ, което допринесе значително за усвояване на езика от английските паралелки.
- С министерска заповед от 08. IX. 1992 г. – РД 14 – 59 училището получава официално своя статут на Гимназия с преподаване на чужди езици.
- От учебната 1996/97 година гимназията има нов директор – Димо Георгиев, преподавател по история.
  - Помощник-директор, учебна дейност – Паулина Десева
  - Помощник-директор, учебна дейност – Цветанка Иванова

В училището преподават 58 учители.
- От 5.09.2019 г. директор на гимназията е Димо Георгиев.

## Специалности
Приемът на ученици става след завършен седми клас и успешно положени национален изпит по български език и литература и национален изпит по математика.
- Английски език с втори чужд Немски език
- Английски език с втори чужд Руски език
- Немски език с втори чужд Английски език
- Софтуерни и хардуерни науки с интензивно изучаване на английски език

### Учениците от профил Английски език
В края на 8 клас започват часовете по техника на превода на оригинален текст.
По желание могат да защитят сертификатите на Кеймбриджкия университет – FCE/ First certificate of English, CAE/ Certificate in Advanced English и CPE/ Certificate in Proficiency of English.
Участват в ежегодния конкурс на „Отворено общество“ за едногодишна стипендия за обучение в САЩ и Великобритания.
Участват в ежегодния конкурс на Американския университет в България за най-добър английски език.
Изучават английски език в IX и Х клас на два общообразователни предмета, а в XI и XII – един.

### Учениците от профил Немски език
В края на ІХ клас се явяват на подборен изпит за включване в групата за немска езикова диплома Deutsches Sprachdiplom C1. Подготовката по този проект продължава до ХІІ клас, когато немска комисия оценява езиковите им знания. Дипломите се издават от централата за Източна Европа в град Кьолн и дават възможност за следване в немски университети без полагане на допълнителни изпити.
След ХІ клас по желание се явяват на изпит за австрийска диплома.
В XI клас участват в конкурс за немски стипендии за ваканция в Германия.
Изучават на немски език два общообразователни предмета.

### Учениците от профил Френски език
Приемът в специалността е преустановен, последен випуск през 2012 г. 
- Получават френска езикова диплома след успешно положен изпит „DELF Scolaire“.
- Изучават на френски език два общообразователни предмета.
- Подписано е споразумение за осъществяване на обмен между класове от гимназията и класове от Франция, област Бургундия.
- Работят по проект „Mondialogo“ в партньорство с ученици от Франция, Канада, Италия, Испания, Гърция и Полша.
- Участват в ежегодния международен конкурс на Alliance Française – ваканции във Франция.
- Участват в ежегодния конкурс по математика на френски език „Кенгуру“.
- Ежегодно участват в интернет маратон по писане, организиран от Френския културен институт.
- Участват в различни конкурси, организирани от Френския културен институт.

## Клубове
- Клуб „Дебати“
- Клуб „ООН“
- Клуб „Журналистика“
- Клуб „Европейски уроци“
- Клуб „Информатика и ИТ“
- Клуб „Съхрани българското“

## Събития

### Проекти
- Всяка учебна година се развиват дейности по различни проекти – вътрешноучилищни, международни и национални проекти – „Отворено съзнание за активно гражданство“, „Равенство в различието“, „Огрени от едно слънце“, „Пътуващ мегдан“ и много др.
- През месец май 2012 г. в гимназията се откриват четири учебни кабинета с модерно оборудване – по химия, по физика, биология и обществени науки. Това се реализира по проекта на фондация „Америка за България" – „Модернизация и осъвременяване на билингвалното обучение" и е на обща стойност 163 000 лв.
- През 2011 година гимназията става част от многостранно училищно партньорство към Център за развитие на човешките ресурси на програма „Учене през целия живот“, секторна програма „Коменски“. Партньори на гимназията са училища от Лондон (Англия), Хаен (Испания), Руда Сласка (Полша) и Сивас (Турция) – координатор.

### Традиционни събития
- Издаване на вестник „6+“ и вестник „Евролюция“
- Ден на езиците
- Благотворителни спектакли и представления
- Коледен карнавал
- Ден на самоуправлението
- Ден на отворените врати.
- По няколко пъти в учебна година се организират кулинарни изложби с благотворителна цел. Най-често събраните суми се даряват от учениците в домове за деца.

## Материална база
- Гимназията разполага с три етажа, на които са разположени класните стаи, чуждоезиковите кабинети (Кабинети по Английски, Френски, Немски и Руски език) и кабинети по биология, физика, музика, обществени науки, химия и информационни технологии. Кабинетите са оборудвани с интерактивни дъски.
- Училището разполага с голям физкултурен салон, фитнес, библиотека и външни спортни игрища.
- В началото на месец октомври 2007 г. Община Шумен печели проект за основен ремонт на сградата на ПЕГ "Н. Й. Вапцаров”. По проекта са ремонтирани покрива на сградата, подменена е изцяло остарялата дървена дограма с PVC, направена топлоизолация, а сградата е пребоядисана. Направен е и ремонт на физкултурния салон. Общата стойност на проекта възлиза на 389 819,19 лв., като Община Шумен съфинансира 20 % от общата сума. През месец април 2008 г. ремонтът приключва.
- ПЕГ „Н. Вапцаров“ се намира в ЖК „Добруджа“ на бул. Мадара 36, в непосредствена близост до Градската градина и Централната градска част. В съседство се намират СОУ „Сава Доброплодни“ и СОУ „Йоан Екзарх Български“.

## Известни личности, завършили ПЕГ „Н. Вапцаров“
- Желю Желев – първият свободно избран президент на Р България
- Васил Друмев – министър-председател
- Рачо Петров – военен министър и министър-председател
- Васил Коларов – министър-председател
- Тодор Икономов – министър
- Янко Сакъзов – министър
- Емил ТРФ -- рап изпълнител
- Избел - писателка и влогърка
- К. Миланов – министър
- Н.Неев – министър на железниците
- Д. Игнатов – зам.министър
- Николай Свинаров – министър на отбраната
- Тодор Колев – актьор
- Евгени Бакалов – Варненски театър
- Емил Кюстебеков – директор на Русенския театър
- Иван Цонев – бивш директор на Шуменския куклен театър
- Тончо Жечев – член кореспондент на БАН
- проф. Тотю Тотев – научен сътрудник в ШУ „Еп. К. Преславски“.